# Béla Goldoványi
Béla Goldoványi (Budapest, 20 dicembre 1925 – Budapest, 16 novembre 1972) è stato un velocista ungherese.

## Palmarès

### Olimpiadi
- Bronzo a Helsinki 1952 nella staffetta 4×100 metri.

### Europei
- Oro a Berna 1954 nella staffetta 4×100 metri.